# Tomogenius papuaensis
Tomogenius papuaensis är en skalbaggsart som beskrevs av Yves Gomy 2007. Tomogenius papuaensis ingår i släktet Tomogenius och familjen stumpbaggar. Inga underarter finns listade i Catalogue of Life.